# Йованова, Елена
Елена Йованова Перич (макед. Јелена Јованова Периќ; род. 21 октября 1984 года, Баня-Лука, Босния и Герцеговина) — северомакедонская актриса театра, кино и телевидения.

## Биография
Родилась 21 октября 1984 года в городе Баня-Лука. Её мать имеет сербское происхождение, а отец — македонец. У Елены есть старший брат, который работает журналистом. Незадолго до начала войны в Боснии семья переехала в Северную Македонию. Детство Елены прошло в городе Штип.
В 16 лет начала играть в любительском театре. В 2002 году была признана лучшей молодой актрисой тогдашней Республики Македонии.
С 2006 года она является актрисой Македонского национального театра, в котором сыграла более 25 ведущих ролей. Среди воплощённых персонажей — Рокси Хант в мюзикле «Чикаго», Хани в «Кто боится Вирджинии Вулф?», Елена Прекрасная в «Троил и Крессида», Хасанагиница, Алекс в «Заводной апельсин», Филомена в «Декамерон», Дульсинея в «Дон Кихот», Фрёкен Юлия и другие.
В 2008 году окончила класс профессора Владо Цветановского на факультете драматического искусства университета Святых Кирилла и Мефодия в Скопье.
В 2010 году состоялся её кинодебют в фильме «Как будто меня там нет». На следующий год она снялась в фильме Анджелины Джоли «В краю крови и мёда».
С 2013 по 2014 год играла в телесериале «Секреты».
В 2015 году Елена вышла замуж за актёра Степана Перича и переехала в хорватский Загреб.
С 2016 года снимается в сериале «П(е)респал(а)». В 2017 году снялась в 8 эпизодах сериала «На терапии».
20 февраля 2017 года получила премию «Златна Бубамара» в категории «Актриса года».

## Фильмография
| Год       |     | Русское название                  | Оригинальное название          | Роль          |
| --------- | --- | --------------------------------- | ------------------------------ | ------------- |
| 2010      | ф   | Как будто меня там нет            | Као да ме нема                 | Ясмина        |
| 2011      | ф   | В краю крови и мёда               | In the Land of Blood and Honey | Эсма          |
| 2012      | ф   | Ремиксы Скопье                    | Skopje Remixed                 | озвучивание   |
| 2012      | ф   | Третий тайм                       | Трето полувреме                | мать-еврейка  |
| 2013—2014 | с   | Секреты                           | Tajne                          | Марина Франич |
| 2015      | с   |                                   | Kud puklo da puklo             | Надалия       |
| 2015      | кор |                                   | Ckopa                          | Миш           |
| 2016      | кор | Дитя                              | Dete                           | Майя          |
| 2016      | ф   | Конституция хорватской республики | Ustav Republike Hrvatske       | полицайка     |
| 2016—2018 | с   | П(е)респа(л/ла)                   | Преспав                        | Елена         |
| 2017      | кор |                                   | Iron Story                     | Надира        |
| 2017      | с   | На терапии                        | На терапија                    | Милена        |
| 2017      | с   | Инсайдер                          | Инсајдер                       | Искра         |
| 2018      | ф   |                                   | Zlogonje                       | Светлана      |
| 2018      | ф   |                                   | El desentierro                 | Вера          |
| 2018      | кор | Чёрный и белый                    | Black and White                | Йована        |